# Raffaella Brutto
Raffaella Brutto (* 10. Januar 1988 in Genua) ist eine italienische Snowboarderin. Sie startet im Snowboardcross.

## Werdegang
Brutto startete im Januar 2006 in Bad Gastein erstmals im Snowboard-Weltcup und belegte dabei den 44. Platz. Im Januar 2007 errang sie bei den Snowboard-Weltmeisterschaften in Arosa den 27. Platz und gewann bei der Winter-Universiade in Bardonecchia die Bronzemedaille. Bei den Snowboard-Weltmeisterschaften 2009 in Gangwon gelang ihr der 27. Platz. Bei der Winter-Universiade 2009 in Harbin holte sie erneut die Bronzemedaille. Im März 2009 erreichte sie in La Molina mit dem neunten Platz ihre erste Top-Zehn-Platzierung im Weltcup. Im folgenden Jahr kam sie bei ihrer ersten Olympiateilnahme in Vancouver auf den 17. Platz. Bei den Snowboard-Weltmeisterschaften 2011 in La Molina wurde sie Achte. Zu Beginn der Saison 2012/13 errang sie in Montafon mit dem zweiten Platz ihre erste Podestplatzierung im Weltcup. Im weiteren Saisonverlauf erreichte sie zwei Top-Zehn-Platzierungen im Weltcup und zum Saisonende der siebte Rang im Snowboardcross-Weltcup. Zudem errang sie in Telluride den dritten und in Veysonnaz den zweiten Platz jeweils zusammen mit Michela Moioli im Teamwettbewerb. Beim Saisonhöhepunkt den Snowboard-Weltmeisterschaften 2013 in Stoneham belegte sie den sechsten Platz. In der folgenden Saison errang sie den 11. Platz im Snowboardcross-Weltcup. Dabei wurde sie Dritte in La Molina und siegte in Montafon zusammen mit Michela Moioli im Teamwettbewerb. Bei den Olympischen Winterspielen 2014 in Sotschi kam sie auf den 16. Platz. Bei den Snowboard-Weltmeisterschaften 2015 am Kreischberg belegte sie den 13. Platz. In der Saison 2016/17 erreichte sie mit zwei Top-Zehn-Platzierungen den 11. Platz im Snowboardcross-Weltcup. Außerdem gewann sie zusammen mit Michela Moioli den Teamwettbewerb in Veysonnaz und belegte in Solitude den zweiten Platz im Teamwettbewerb. Beim Saisonhöhepunkt den Snowboard-Weltmeisterschaften 2017 in Sierra Nevada wurde sie Sechste im Einzel. Im Teamwettbewerb wurde sie zusammen mit Michela Moioli Vierte. In der Saison 2017/18 erreichte sie mit sechs Top-Zehn-Platzierungen den zehnten Platz im Snowboardcross-Weltcup. Beim Saisonhöhepunkt, den Olympischen Winterspielen 2018 in Pyeongchang, wurde sie Achte im Snowboardcross.
In der folgenden Saison errang Brutto den neunten Platz im Snowboardcross-Weltcup und bei den Snowboard-Weltmeisterschaften 2019 in Park City den 12. Platz im Teamwettbewerb und den sechsten Rang im Einzel. In der Saison 2019/20 kam sie mit vier Top-Zehn-Platzierungen, darunter Platz drei in Big White, auf den siebten Platz im Snowboardcross-Weltcup. Nach Platz sieben und neun in Chiesa in Valmalenco zu Beginn der Saison 2020/21, wurde sie bei den Snowboard-Weltmeisterschaften 2021 Zehnte im Einzel und Sechste im Teamwettbewerb. Es folgten drei weitere Top-Zehn-Platzierungen und zum Saisonende den neunten Platz im Snowboardcross-Weltcup.
Brutto nimmt seit 2004 ebenfalls am Europacup teil. Dabei holte sie bisher sieben Siege. Ihre beste Gesamtplatzierung dabei war der fünfte Platz in der Saison 2015/16. (Stand: Saisonende 2021/22). In den Jahren 2007, 2008, 2009, 2010, 2014 und 2016 wurde sie italienische Meisterin im Snowboardcross.

## Teilnahmen an Weltmeisterschaften und Olympischen Winterspielen

### Olympische Winterspiele
- 2010 Vancouver: 17. Platz Snowboardcross
- 2014 Sotschi: 16. Platz Snowboardcross
- 2018 Pyeongchang: 8. Platz Snowboardcross

### Snowboard-Weltmeisterschaften
- 2007 Arosa: 27. Platz Snowboardcross
- 2009 Gangwon: 27. Platz Snowboardcross
- 2011 La Molina: 8. Platz Snowboardcross
- 2013 Stoneham: 6. Platz Snowboardcross
- 2015 Kreischberg: 13. Platz Snowboardcross
- 2017 Sierra Nevada: 4. Platz Snowboardcross Team, 6. Platz Snowboardcross
- 2019 Park City: 6. Platz Snowboardcross, 12. Platz Snowboardcross Team
- 2021 Idre: 6. Platz Snowboardcross, 10. Platz Snowboardcross Team
- 2023 Bakuriani: 9. Platz Snowboardcross, 13. Platz Snowboardcross Team

## Weltcupsiege und Weltcup-Gesamtplatzierungen

### Weltcupsiege im Team
| Nr. | Datum            | Ort         |
| --- | ---------------- | ----------- |
| 1.  | 8. Dezember 2013 | Montafon 1  |
| 2.  | 26. März 2017    | Veysonnaz 1 |

### Snowboardcross-Weltcup-Gesamtplatzierungen
| Saison  | Platz | Punkte |
| ------- | ----- | ------ |
| 2005/06 | 65.   | 17     |
| 2006/07 | -     | -      |
| 2007/08 | 41.   | 100    |
| 2008/09 | 19.   | 986    |
| 2009/10 | 20.   | 847    |
| 2010/11 | 22.   | 620    |
| 2011/12 | 22.   | 740    |
| 2012/13 | 7.    | 2190   |
| 2013/14 | 11.   | 1380   |
| 2014/15 | 8.    | 900    |
| 2015/16 | 14.   | 1250   |
| 2016/17 | 11.   | 1400   |
| 2017/18 | 10.   | 3100   |
| 2018/19 | 9.    | 1220   |
| 2019/20 | 7.    | 1780   |
| 2020/21 | 9.    | 191    |
| 2022/23 | 26.   | 68     |